# Lisa Hilton
Lisa Hilton (San Luis Obispo, 2000. január 1. − ) amerikai dzsessz- és klasszikus zongorista, zenekarvezető, zeneszerző, író. Kompozícióiban a dzsessz és a blues a minimalizmussal, a klasszikus és az avantgárd zenével keveredik. Zenéje olyan klasszikus amerikai nagyságokra támaszkodik, mint Duke Ellington, Thelonious Monk, Horace Silver, Count Basie, Muddy Waters és Robert Johnson.

## Pályafutása
Hilton egy kisvárosban, San Luis Obispoban született, Kaliforniában. Édesapja főiskolai tanár, anyja könyvelő volt. Hatéves korában kezdett el zongorázni, és egyszerű dalokat komponálni. Később nagybátyja, Willem Bloemendaal holland zongoraművész inspirálta. Bár korai éveiben a klasszikus zene és a 20. századi zene domináltak nála, tinédzser korában érdeklődni kezdett a dzsessz és a blues iránt. A Sonny Terry és Brownie McGhee bluesduó koncertjei maradandó hatással voltak rá, ahogy Jelly Roll Morton, Robert Johnson és Muddy Waters zenéje is.
A gimnáziumbi klubban zongorázott, később fuvolával is csatlakozott a zenekarhoz, és zongoraórákat tartott a középiskolai musical-előadásokhoz. San Franciscóba költözése után − főiskolásként − képzőművészetet tanult, hogy elvégezze a művészet és a design szakot. Utána visszatért a zenéhez 1997-ben. A zene iránti érdeklődését egy szomszédja, David Foster keltette fel újra. Zelméleti és zeneszerzési tanulmányait Charles Bernstein zeneszerzőnél folytatta.
Első albuma szólózongora lemez volt ("Seduction", 1997). Azóta évente nagyjából egy-egy albumot készít. Az albumokon olyan zenészek feldolgozásai is szerepelnek, mint Janis Joplin, Joni Mitchell és Ann Ronell.
Hilton 2005-ben kezdett dolgozni a többszörös Grammy-díjas hangmérnökkel, Al Schmittel, és Schmitt 2021-es haláláig folytatták a közös munkát. Hilton más neves hangmérnökökkel, Doug Saxszel, Gavin Lurssennel, Fernando Lodeiroval, Larry Mah-al, James Farberrel, Chandler Harroddal, Eric Boulangerrel és Jay Newlanddel is együtt dolgozott. Mintegy 300 számot rögzített eredeti kompozíciókból, valamint dzsessz-feldolgozásokat.
Malibun él, ahol otthonában számos dzsesszzenésszel találkozott, például Stan Getz-cel, Joe Zawinullal, Miles Davisszel, Herb Alperttel. 2003 óta szavazati joggal rendelkező tagja a National Academy of Recording Arts and Sciences (NARAS) produceri és hangmérnöki csoportjának.

## Albumok
- Seduction (1997)
- Playing by Heart (1999)
- Cocktails at Eight... (2000)
- Feeling Good (2001)
- In the Mood for Jazz (2003)
- Jazz After Hours (2004)
- My Favorite Things (2005)
- Midnight in Manhattan (2006)
- After Dark (2007)
- The New York Sessions (2007)
- So This Is Love (2008)
- Sunny Day Theory (2008)
- Twilight & Blues (2009)
- Nuance (2010)
- Underground (2011)
- American Impressions (2012)
- Getaway (2013)
- Kaleidoscope (2014)
- Horizons (2015)
- Nocturnal (2016)
- Day & Night (2016)
- Escapism (2017)
- Oasis (2018)
- Chalkboard Destiny (2019)
- More Than Another Day (2020)
- Transparent Sky (2021)
- life is beautiful (2022)
- Paradise Cove (2022)
- Coincidental Moment (2023)